# Военно-медицинская подготовка

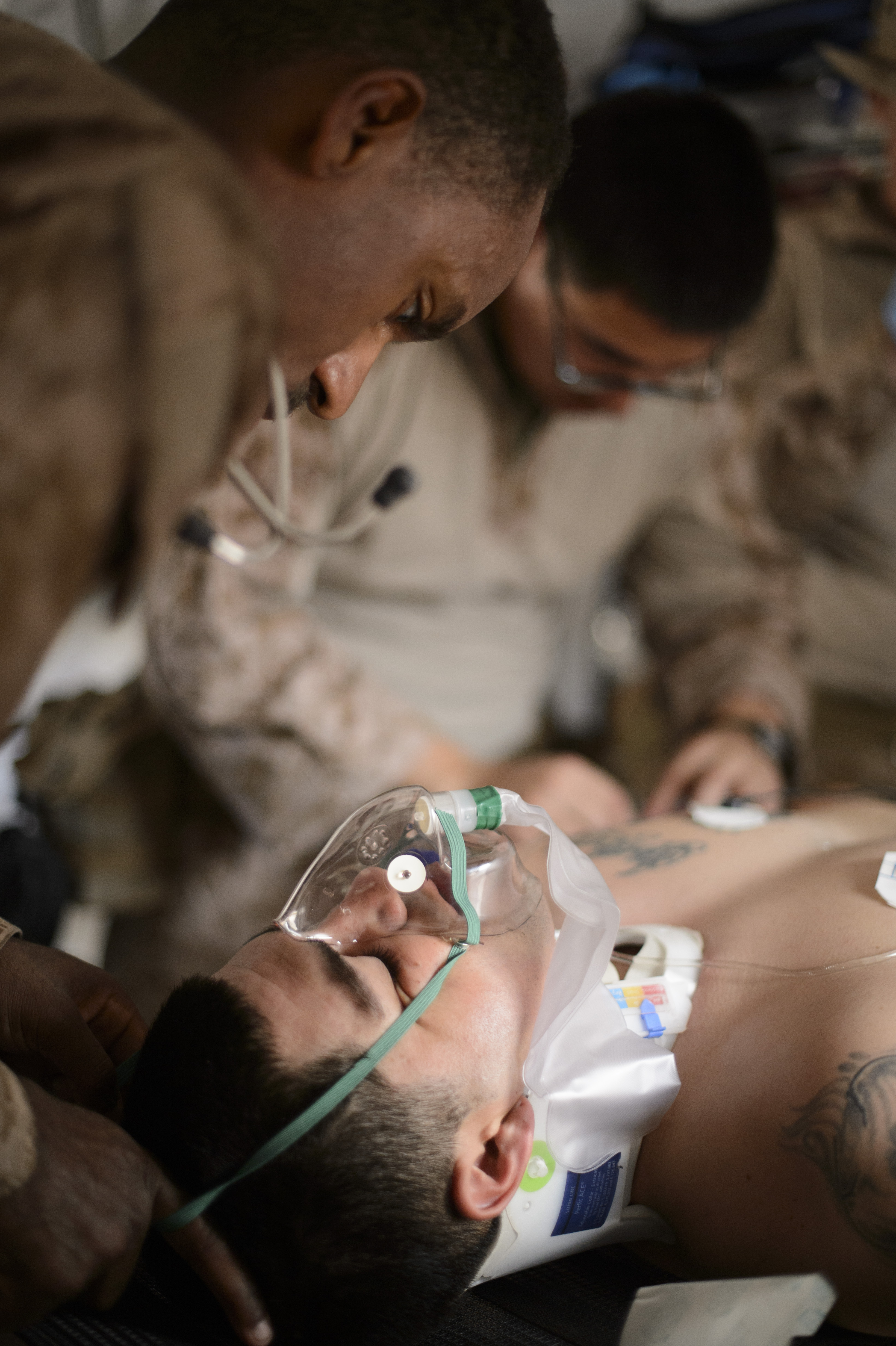
Занятия по оказанию первой медицинской помощи условному раненому в Корпусе морской пехоты США.
Джибути. 2013 год

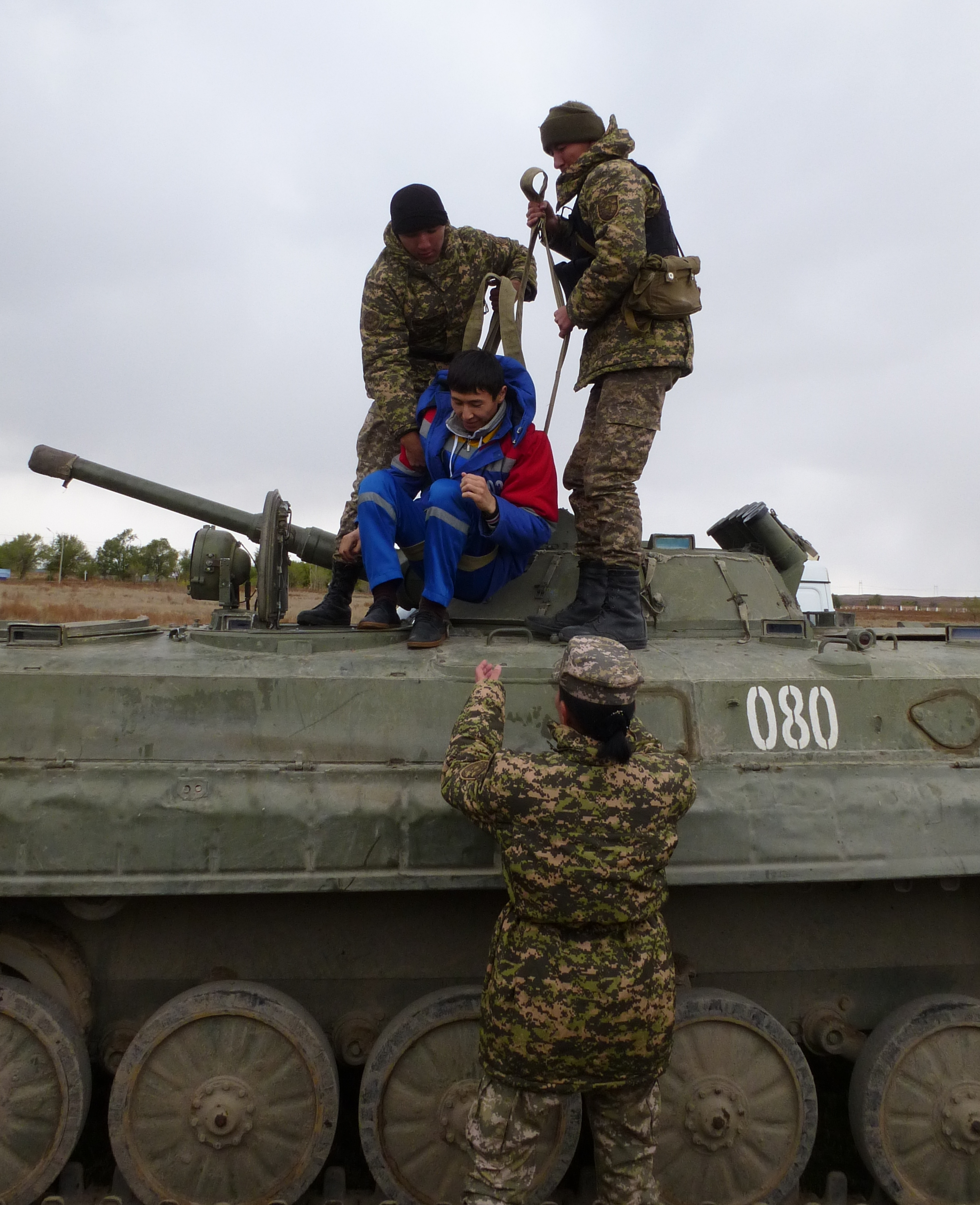
Показательная эвакуация условного раненого с повреждённым позвоночником из БМП-1. Элемент медицинской подготовки.
Казахстан, 2014 год

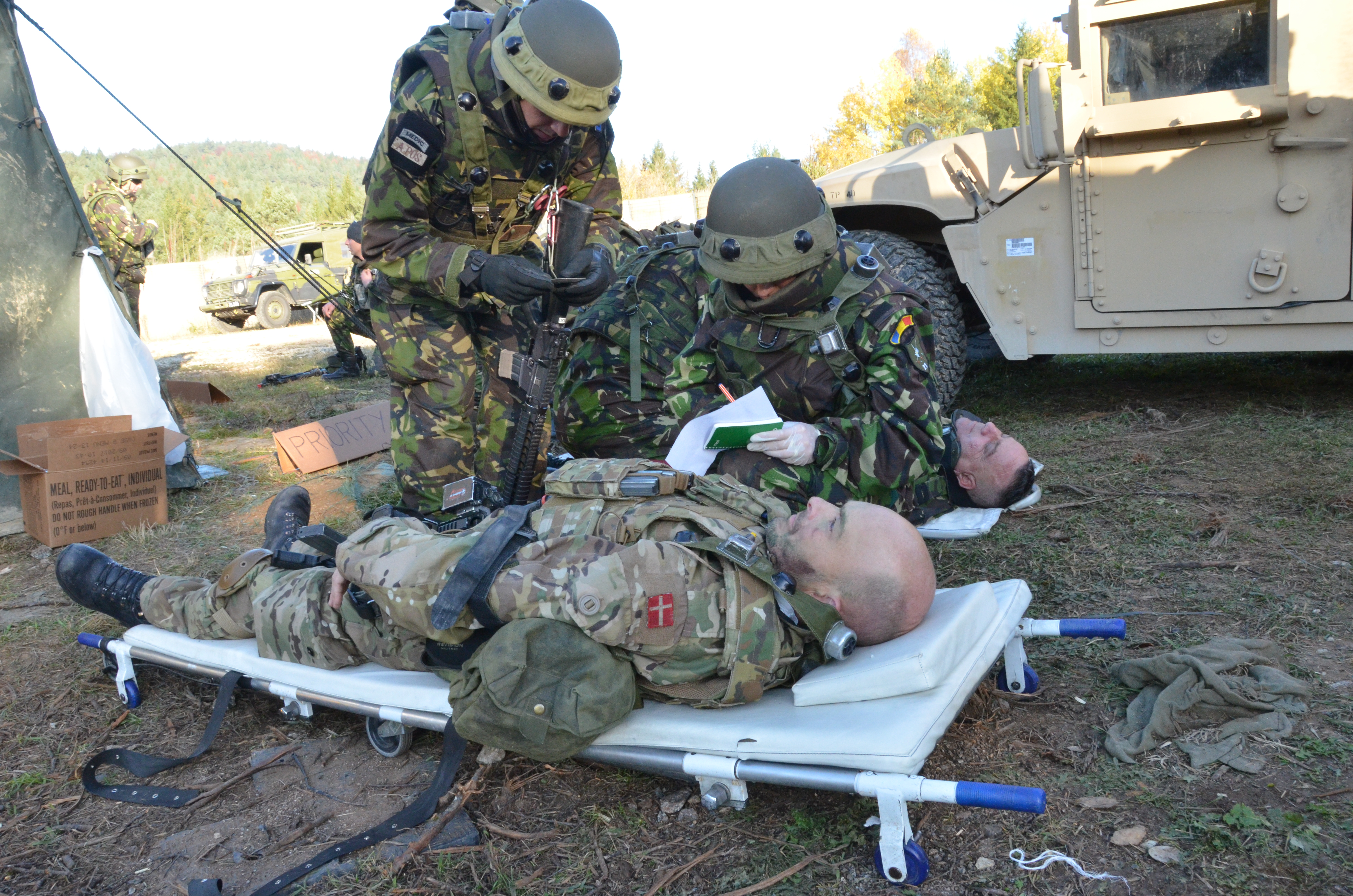
Румынские и датские военнослужащие на совместных учебных занятиях по оказанию первой медицинской помощи раненым и их подготовке к эвакуации.
Германия. 2014 год

Военно-медицинская подготовка — комплекс мероприятий по обучению военнослужащих оказанию первой медицинской помощи в бою при ранениях, боевых поражениях и несчастных случаях с использованием подручных и табельных индивидуальных средств. Один из видов боевой подготовки в вооружённых силах всех государств.

## Содержание военно-медицинской подготовки
В военно-медицинскую подготовку входят следующие мероприятия:
- обучение личного состава использованию табельных и подручных средств:

- индивидуальные аптечки (войсковые и корабельные);
- индивидуальные перевязочные пакеты;
- жгуты-закрутки для остановки кровотечения;
- импровизированные шины для фиксации переломов костей;
- другие подручные средства.

- обучение методам транспортировки раненых с поля боя и из военной техники;
- обучение профилактике распространённых инфекционных заболеваний;
- обучение основам личной гигиены.

Кроме этого младший командирский состав изучает обязанности командиров подразделений по сохранению здоровья личного состава и организации медицинской помощи в бою.  
Содержание и объём военно-медицинской помощи для различных категорий военнослужащих определяется программами боевой подготовки, которые разрабатываются в соответствии со спецификой вида вооружённых сил, рода войск, специальных войск, различных служб и особенностей боевых травм или боевых поражений и условий оказания медицинской помощи в боевой обстановке.
К примеру в военно-морских силах подготовка личного состава предусматривает изучение психофизиологии, возможностей человека и профилактических мероприятий, проведение которых продиктовано длительным воздействием на экипаж надводных кораблей и подводных лодок неблагоприятных факторов окружающей среды: значительных колебаний температуры, давления и влажности воздуха, шума, вибраций, качки, нервного напряжения и других факторов.

## Организация военно-медицинской подготовки
Военно-медицинская подготовка включается в расписание боевой подготовки личного состава соединений и частей (военных кораблей). Запланированные мероприятия представляют собой чтение лекций и проведение практических занятий в классах и в полевых условиях (в плавании). Также в данных целях используются учебные фильмы, диафильмы и плакаты. Закрепление приобретённых навыков и знаний, а также тренировка в условиях приближенных к боевым, производится на тактических и тактико специальных учениях и занятиях.
Организация военно-медицинской подготовки планируется командирами и штабами подразделений и частей, кораблей, учреждений при участии медицинских специалистов. Занятия проводятся как правило командирами подразделений. К проведению практических занятий привлекаются медицинские работники подразделений — санинструкторы и фельдшеры.  